# Roztomilé malé lhářky
Roztomilé malé lhářky (originální název: Pretty Little Liars) je série románů Sary Shepardové.
Knižní série sleduje život čtyř dívek – Spencer Hastings, Hanna Marin, Aria Montgomery a Emily Fields. Jejich parta se rozpadne po zmizení jejich vůdkyně Alison DiLaurentis. Později se znovu setkávají a začínají dostávat zprávy od "A", která vyhrožuje, že prozradí jejich největší tajemství.
Novely se objevily v seznamu nejlépe prodávaných knih podle The New York Times. Stejnojmenná seriálová adaptace (s českým distribučním názvem Prolhané krásky) měla premiéru na stanici ABC Family 8. června 2010.

## Děj
Knižní série sleduje život čtyř dívek Arii Montgomery, Hanny Marin, Emily Fields a Spencer Hastings. Jejich život se mění po zmizení vedoucí členky jejich party Alison DiLaurentis. O rok později se kamarády znovu setkávají a začínají dostávat zprávy od "A", která vyhrožuje, že odhalí jejich největší tajemství, o kterých si myslely, že ví pouze Alison. Krátce poté policie objevuje Alison tělo. V knize se čtyři dívky snaží zjistit identitu "A"

## Knižní série

### První série
| Pořadí knihy | Název v češtině       | Název v originále   | Datum vydání    | Počet stran |  |
| --- | --------------------- | ------------------- | --------------- | ----------- |  |
| |                       |                     |                 |             |  |
| 1 | Roztomilé malé lhářky | Pretty Little Liars | 3. října 2006   | 260         |  |
| Příběh začíná v Rosewoodu večírkem pěti kamarádek Alison Dilaurentis, Arie Montgomery, Emily Fields, Hanny Marin a Spencer Hastings. Alison během noci záhadně zmizí. Příběh se poté posouvá o tři roky dopředu, kde čtveřice holek, které nadále kamarádkami nejsou, řeší své každodenní teenagerské problémy. Aria se stěhuje z Islandu zpátky do Rosewoodu a potká zde pohledného kluka jménem Ezru, ze kterého se později k jejímu zděšení vyklube víc než jen pohledný kluk. Emily se skamarádí s Mayou, která se nastěhovala do domu zmizelé Alison, a probudí v ní něco, co se Emily snažila dlouhou dobu potlačovat. Z tlusté a ošklivé Hanny je nyní hubená kráska, která spolu s novou, také vylepšenou Monou Vanderwaal ovládá školu. I přesto, že je nyní královnou střední školy je také pěknou průšvihářkou, kterou dohání její minulost. Vždy dokonalá Spencer neustále zápasí se svou ještě dokonalejší sestrou Melissou. Jejich soupeření však překročí hranice, když se jí Spencer nabourá do vztahu s Wrenem. Kromě svých osobních problémů musí každá čelit vydírání od osoby, která se ve zprávách podepisuje "A". "A" vyhrožuje nejen prozrazením jejich osobních tajemstvích, ale také, že poví o "Té věci s Jennou". Holky si začínají myslet, že se vrátila Alison a vydírá je, protože nikdo jiný jejich tajemství neznal. Tato teorie je však vyvrácena nalezením těla Alison, zakopaného na zahradě jejího bývalého domu. Kniha končí jejím pohřbem, kde se holky opět spojí a zjistí, že zprávy od "A" dostávají všechny. |                       |                     |                 |             |  |
| |                       |                     |                 |             |  |
| 2 | Nevinné               | Flawless            | 27. března 2007 | 278         |  |
| Začátek knihy nás vrací o pár let zpátky, kdy se odehrála "Ta věc s Jennou". Holky pořádali přespávačku a zjistili, že je pozoruje místní outsider Toby Cavanaugh. Alison vymyslela, že se mu pomstí odpálením rakety u jeho domku na stromě. Omylem však zasáhla jeho nevlastní sestru Jennu a ta oslepla. Alison přinutila Tobyho, aby vše svedl na sebe, protože na něj něco měla. V přítomnosti se Toby vrací zpátky do Rosewoodu a sblíží se s Emily, která si začíná uvědomovat, že je možná na holky. Hannu skrz "A" stále dohání minulost a do jejího života se vrací její otec, bohužel i se svou snoubenkou Isabel a její dcerou Kate. "A" vydírá Arii, aby své matce prozradila tajemství, které skrývá její otec. Nakonec to vyústí v rozpadnutí vztahu mezi Arií a její matkou Ellou. Spencer se tajně schází s Wrenem, ten se sní později rozchází, protože na to přišla její sestra Melissa. V Rosewoodu se odehrává významná akce Foxy, které se lhářky zúčastní. Emily tam přijde s Tobym a spolu s ostatními holkami si začne myslet, že Toby je "A" a zabil Alison, kvůli tomu co udělali mu a Jenně. Emily Tobymu řekne, že ví co udělal a Toby kvůli tomu spáchá sebevraždu. Spencer prozrazuje, že ví, proč Toby na sebe svedl "Tu věc s Jennou" a holky zjišťují, že on Alison nezabil. Na konci jim přichází zpráva od "A", což znamená, že Toby s jejich vyděračem neměl nic společného. Emily se viní za to, že Toby spáchal sebevraždu.                                                                                     |                       |                     |                 |             |  |
| |                       |                     |                 |             |  |
| 3 | Dokonalé              | Perfect             | 21. srpna 2007  | 247         |  |
| Kniha začíná pár týdnů poté, co Toby spáchal sebevraždu. Aria se kvůli tajemství o poměru svého otce, které tajila před matkou Ellou ocitá na ulici. Naštěstí má přítele Seana, který ji poskytne střechu nad hlavou. To však skončí po té, co Sean obdrží zprávu od "A", že ho Aria podvádí s učitelem angličtiny, Ezrou Fitzem, kterého policie na konec zatkne za poměr se studentkou. Emily plánuje nahlásit "A" na policii, za což ji "A" potrestá prozrazením jejího lesbického vztahu s Mayou. Její rodiče ji pošlou do programu "Cesta zpátky", díky kterému si naopak uvědomí, že nemůže změnit to, kým je. Spencer je nominována do celostátní soutěže "Zlatá orchidej" za esej, kterou ukradla své sestře Melisse. "A" ji vydírá, že ji prozradí. Také zjistí že trpí výpadky paměti a začíná si pomalu ucelovat noc, kdy Alison zmizela. Samu sebe začne podezřívat, že to ona Alison zabila. "A" na Hannu nastraží pasti, které ji a Monu rozeštvou. Když se objeví na Monině oslavě, na kterou není pozvána, její nejlepší kamarádka ji přede všemi zesměšní. Poté ji přichází zpráva, ve které "A" udělá přešlap a neskryje své číslo, a díky tomu Hanna zjistí, kdo "A" je. Dřív než to stačí svým kamarádkám sdělit, srazí ji auto. Poté ostatním holkám přichází zpráva: "Věděla už příliš mnoho. - A" |                       |                     |                 |             |  |
| |                       |                     |                 |             |  |
| 4 | Neuvěřitelné          | Unbelievable        | 27. května 2008 | 277         |  |
| Hanna sice, přežila sražení autem od "A", ale utrpěla vážná zranění a zapomněla identitu "A". Znovu se usmíří s Monou, která přiznává, že také obdržela nějaké zprávy od "A". Rodiče Emily posílají do Iowy, kde je nucena žít u prudérních příbuzných. Ti ji nakonec vyhodí z domu, protože podle nich nemá dobrý vliv na jejich děti. Sean vyhodí Arii z domu, kvůli incidentu s Ezrou, takže je nucena bydlet u svého otce Byrona a jeho přítelkyně Meredith. Začne brát lekce umění na univerzitě Hollis, kam chodí i Jenna. Začne ji podezřívat, že by mohla být "A". Také se dozví, že Jenna ví o té noci, co přišla o zrak víc než holky samotné. Díky "A" na povrch vyšlo, že Spencer ukradla esej své sestře Melisse. Jejich rodina to však drží v tajnosti a Spencer postupuje na pohovor v soutěži "Zlatá orchidej", za nejlepší esej. Spencer podezřívá Melissu, že zabila Alison, protože zjistila, že tajně chodí s jejím tehdejším klukem Ianem. Situace okolo "A" začíná vyúsťovat, když si Hanna vzpomene na to, že "A" je Mona. Spencer je zrovna v autě s Monou, když ji přichází zpráva od Emily, že Mona je "A". Spencer se snaží z auta uniknout, ale Mona ji v tom zabrání. Po cestě ji prozrazuje, že vrahem Alison je Ian. Také, že má deníky Alison, díky kterým věděla všechna jejich tajemství. Nakonec dojde k souboji a Mona spadne z útesu a zemře. Ian, který o sobě tvrdí, že je nevinný, je zavřen do vězení za vraždu Alison.                                                                                       |                       |                     |                 |             |  |

### Druhá série
| Pořadí knihy | Název v češtině | Název v originále | Datum vydání       | Počet stran |  |
| ------------ | --------------- | ----------------- | ------------------ | ----------- |  |
|              |                 |                   |                    |             |  |
| 5            | Hříšné          | Wicked            | 25. listopadu 2008 | 277         |  |
|              |                 |                   |                    |             |  |
|              |                 |                   |                    |             |  |
| 6            | Vražedné        | Killer            | 30. června 2009    | 253         |  |
|              |                 |                   |                    |             |  |
|              |                 |                   |                    |             |  |
| 7            | Bezcitné        | Heartless         | 19. ledna 2010     | 220         |  |
|              |                 |                   |                    |             |  |
|              |                 |                   |                    |             |  |
| 8            | Hledané         | Wanted            | 8. června 2010     | 214         |  |
|              |                 |                   |                    |             |  |

### Třetí série
| Pořadí knihy | Název v češtině | Název v originále | Datum vydání     | Počet stran |  |
| ------------ | --------------- | ----------------- | ---------------- | ----------- |  |
|              |                 |                   |                  |             |  |
| 9            | Zmatené         | Twisted           | 5. července 2011 | 245         |  |
|              |                 |                   |                  |             |  |
|              |                 |                   |                  |             |  |
| 10           | Kruté           | Ruthless          | 6. prosince 2011 | 264         |  |
|              |                 |                   |                  |             |  |
|              |                 |                   |                  |             |  |
| 11           | Úžasné          | Stunning          | 5. června 2012   | 302         |  |
|              |                 |                   |                  |             |  |
|              |                 |                   |                  |             |  |
| 12           | Napálené        | Burned            | 4. prosince 2012 | 319         |  |
|              |                 |                   |                  |             |  |

### Čtvrtá série
| Pořadí knihy | Název v češtině | Název v originále | Datum vydání     | Počet stran |  |
| ------------ | --------------- | ----------------- | ---------------- | ----------- |  |
|              |                 |                   |                  |             |  |
| 13           | Poblázněné      | Crushed           | 4. června 2013   | 340         |  |
|              |                 |                   |                  |             |  |
|              |                 |                   |                  |             |  |
| 14           | Smrtelné        | Deadly            | 3. prosince 2013 | 320         |  |
|              |                 |                   |                  |             |  |
|              |                 |                   |                  |             |  |
| 15           | Ohrožené        | Toxic             | 3. června 2014   | 336         |  |
|              |                 |                   |                  |             |  |
|              |                 |                   |                  |             |  |
| 16           | Nemilosrdné     | Vicious           | 2. prosince 2014 | 264         |  |
|              |                 |                   |                  |             |  |